# Don't Nod
Don't Nod Entertainment SA (obchodním názvem Don't Nod, dříve Dontnod Entertainment) je francouzské vývojářské studio sídlící v Paříži. Bylo založeno v červnu 2008 a jeho první vyvinutou hrou se stalo Remember Me (2013). Kvůli nízkým prodejům vstoupilo studio Don't Nod v roce 2013 do „soudní reorganizace“. S pomocí financování od francouzské agentury podepsalo v roce 2014 smlouvu se společností Square Enix Europe na vydání hry Life Is Strange (2015), jejíž úspěšné uvedení na trhu pozvedlo postavení studia v oboru. V květnu 2018 vstoupilo studio na burzu Euronext Growth. Don't Nod dále vyvinul hry Vampyr, The Awesome Adventures of Captain Spirit, Life Is Strange 2, Twin Mirror a Tell Me Why.

## Historie
Studio Dontnod Entertainment založili 1. května 2008 Hervé Bonin, Aleksi Briclot, Alain Damasio, Oskar Guilbert a Jean-Maxime Moris spolu s dalšími bývalými zaměstnanci společností Criterion Games, Ubisoft a Electronic Arts. Studio původně sídlilo ve čtvrti Quinze-Vingts ve 12. pařížském obvodu, koncem roku 2008 se však přestěhovalo do nových kanceláří ve čtvrti La Villette v 19. obvodu, aby mělo dostatek prostorů pro svůj růst. Svou první hru postavilo na enginu Unreal Engine 3 a spolupracovalo při tom s inženýrským týmem společnosti Epic Games. Studio od té doby používá tento engine pro všechny své hry.
Vývojáři debutovali titulem Remember Me, jenž měl být původně vydán v žánru RPG exkluzivně na konzoli PlayStation 3, ale společnost Sony Interactive Entertainment se jej v roce 2011 rozhodla kvůli snížení výdajů nevydat. V témže roce byla hra představena na veletrhu Gamescom, aby přilákala další možné vydavatele. Následujícího roku k ní získal práva Capcom a přepracoval ji na akční adventuru,  která vyšla na více platformách a dočkala se smíšených recenzní a průměrných prodejů. V roce 2013 se Dontnod stal nejvíce dotovaným studiem s podporou 600 000 eur od francouzské agentury Centre national du cinéma et de l’image animée; včetně podpory na nový projekt (nové duševní vlastnictví) s kódovým označením „What if?“ (později Life is Strange) ve výši 200 000 eur. Dne 28. ledna 2014 podalo studio Dontnod žádost o soudní reorganizaci (redressement judiciaire), jež je ve Francii formou nucené správy; řízení bylo ukončeno v únoru 2018. Podání návrhu na zahájení řízení zjistila agentura Factornews a některá média o něm informovala jako o návrhu Dontnodu na vyhlášení konkurzu v důsledku špatných prodejů hry Remember Me. Dontnod na tyto zprávy reagoval vysvětlením, že je v procesu „soudní reorganizace“, a bankrot popřel. V červnu 2014 studio ohlásilo, že spolupracuje se společností Square Enix Europe na nové hře, jež byla později představena pod názvem Life Is Strange a vydána v roce 2015 v pěti epizodách. Původně se o hře uvažovalo jako o plnohodnotném titulu, který by Dontnod vydal sám, ale na příkaz Square Enixu se z ní stala epizodická hra. Na stránce Metacritic obdržela obecně příznivé recenze, získala řadu ocenění a do května 2017 si ji zakoupilo přes tři miliony hráčů. Kritický a komerční úspěch Life Is Strange způsobil, že se o hru začali ucházet vydavatelé, které si dříve museli v Dontnodu oslovovat sami.

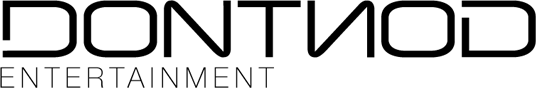
Původní logo studia Don't Nod, které jej používalo do května 2022

Guilbert v dubnu 2016 prohlásil, že se ve studiu vzdali ambicí vytvářet AAA hry a budou se věnovat pouze nezávislým projektům, zejména na původní příběhově založené duševní vlastnictví (IP). S vyjádřením souhlasil i režisér vyprávění Stéphane Beauverger. Hlavní zásadou studia je s každou hrou znovu objevovat sebe sama. V zájmu udržení motivace hráčů i vydavatelů byl výrobní cyklus po vydání hry Remember Me zkrácen z pěti let na dva a půl až tři roky.
V červenci 2016 Dontnod oznámil, že uzavřel partnerství s pařížským herním studiem Hesaw, v němž Guilbert rovněž zastával manažerskou funkci. Studio se následně přejmenovalo na Dontnod Eleven, zůstalo však nezávislým subjektem. V dubnu 2018 se Dontnod zaregistroval u francouzského burzovního regulátora Autorité des marchés financiers, aby se stal veřejnou společností. Stalo se tak poté, co v roce 2017 dosáhl obratu 9,7 milionu eur, což představuje 33procentní nárůst oproti předchozímu roku. Upisovací období začalo 3. května 2018 a první den obchodování proběhl 23. května. Studio Dontnod, kotované na burze Euronext PME (Euronext Growth), získalo zamýšlených 20,1 milionu eur. 25 % prostředků bylo vynaloženo na hledání dalšího studia, s nímž by bylo možné navázat spolupráci. Zbytek pak podle Guilberta umožní další investice do projektů a také zlepšení a optimalizaci produkce, například možný vznik interního studia pro motion capture. Přestože Dontnod vstoupil na burzu, Guilbert si spolu s investorem Kostadinem Yanevem hodlal ponechat kontrolu nad společností. V této době studio zaměstnávalo 166 zaměstnanců. Dontnod následně koupil studio Dontnod Eleven a v červnu 2018 jej pohltil. Dne 5. června 2018 vydal Dontnod společně se společností Focus Home Interactive akční hru na hrdiny Vampyr. Vývoji hry Vampyr se věnovalo 70 % ze 120 zaměstnanců studia (v roce 2016), z nichž mnozí dříve pracovali na titulu Life Is Strange. Hra The Awesome Adventures of Captain Spirit, zasazená ve stejném vesmíru jako Life Is Strange, byla oznámena v roce 2018 na veletrhu Electronic Entertainment Expo a vydána téhož měsíce. Po finančním úspěchu prvního dílu začalo studio Dontnod na začátku roku 2016 vyvíjet pokračování Life Is Strange 2. První epizoda vyšla 27. září 2018 a poslední 3. prosince 2019.
V roce 2018 Guilbert uvedl, že studio bude v budoucnu uplatňovat koprodukční strategii s vydavateli, jako tomu bylo v případě hry Vampyr, a omezí jejich podíl na čtyřicet procent. Každý projekt začíná designérem, scenáristou a výtvarným režisérem, příležitostně se přidá producent nebo inženýr. Na různých projektech pracuje více týmů současně. Pro práce bez dohledu související s probíhajícími projekty se udržují „Dontnod Days“.
Studio Dontnod spolupracovalo se společností Xbox Game Studios na epizodické adventuře Tell Me Why z roku 2020. V roce 2020 Dontnod vydal také svou první vlastní IP, a to hru Twin Mirror, kterou vyvinul společně s Shibuya Productions a kterou původně vydala společnost Bandai Namco Entertainment. V květnu téhož roku bylo oznámeno založení dceřiného studia v kanadském Montrealu, jež se tak přidalo k více než 250 zaměstnancům ve Francii. V lednu 2021 Dontnod ohlásil, že společnost Tencent získala menšinový podíl ve studiu za 30 milionů eur a byla jí tak poskytnuta možnost jmenovat člena do správní rady. Tato investice umožní studiu pokračovat ve vydávání svých titulů a expandovat do Číny a do odvětví mobilních her. Dontnod v dubnu 2021 uvedl, že plánuje vydávat také tituly od třetích stran, přičemž prvním takovýmto titulem by se měla stát hra od kodaňského studia PortaPlay. V září téhož roku studio zavedla svou politiku práce na dálku (Fully Remote Organization scheme) natrvalo pro všechny zaměstnance.
Dne 31. května 2022 studio změnilo svůj název na Don't Nod a v září vydalo první hru vyvinutou třetí stranou s názvem Gerta: A Flame in Winter. Na přehlídce Xbox Games Showcase konané 11. června 2023 oznámilo, že na konci roku plánuje vydat akční logickou hru Jusant.

## Tituly

### Vyvinuté
| Rok       | Název                                    | Engine          | Platformy | Vydavatel               |
| --------- | ---------------------------------------- | --------------- | --- | ----------------------- |
| 2013      | Remember Me                              | Unreal Engine 3 | Microsoft Windows, PlayStation 3 a Xbox 360                                                                  | Capcom                  |
| 2015      | Life Is Strange                          | Unreal Engine 3 | Microsoft Windows, macOS, Linux, PlayStation 3, PlayStation 4, Xbox 360, Xbox One, Nintendo Switch a Android | Square Enix             |
| 2018      | Vampyr                                   | Unreal Engine 4 | Microsoft Windows, PlayStation 4, Xbox One a Nintendo Switch                                                 | Focus Home Interactive  |
| 2018      | The Awesome Adventures of Captain Spirit | Unreal Engine 4 | Microsoft Windows, PlayStation 4 a Xbox One                                                                  | Square Enix             |
| 2018–2019 | Life Is Strange 2                        | Unreal Engine 4 | Microsoft Windows, macOS, Linux, PlayStation 4, Xbox One a Nintendo Switch                                   | Square Enix             |
| 2020      | Tell Me Why                              | Unreal Engine 4 | Microsoft Windows a Xbox One                                                                                 | Xbox Game Studios       |
| 2020      | Twin Mirror                              | Unreal Engine 4 | Microsoft Windows, PlayStation 4 a Xbox One                                                                  | Dontnod Entertainment   |
| 2023      | Banishers: Ghosts of New Eden            | Unreal Engine 5 | Microsoft Windows, PlayStation 5 a Xbox Series X/S                                                           | Focus Entertainment     |
| 2023      | Harmony: The Fall of Reverie             | Unreal Engine 5 | Microsoft Windows, PlayStation 5, Xbox Series X/S a Nintendo Switch                                          | Don't Nod Entertainment |
| 2023      | Jusant                                   | Unreal Engine 5 | Microsoft Windows, PlayStation 5 a Xbox Series X/S                                                           | Don't Nod Entertainment |

### Vydané
| Rok  | Název                    | Platformy                           | Vývojář   |
| ---- | ------------------------ | ----------------------------------- | --------- |
| 2022 | Gerda: A Flame in Winter | Microsoft Windows a Nintendo Switch | PortaPlay |